# Balbino Dávalos
Balbino Dávalos Balkin, también conocido como Balbino Dávalos y Ponce (Colima, Colima; 31 de marzo de 1866 - Ciudad de México; 2 de octubre de 1951), fue un jurista, diplomático y académico mexicano. Fue rector nominal de la Universidad Nacional de México.

## Semblanza biográfica
Cursó la carrera de Derecho en la Escuela Nacional de Jurisprudencia donde obtuvo su título. Escribió algunas obras poéticas y  después de sus primeras letras y libros ingresó en el Seminario Conciliar, donde aprendió a hablar latín y griego, es por eso que rápidamente comenzó a destacar en Colima. En 1888, comenzó a trabajar en un Diario. En 1894, impartió clases en la Escuela Nacional Preparatoria y en la Escuela Nacional de Altos Estudios. Formó parte del Liceo Mexicano de Cultura, donde de 1897 a 1905 estuvo empleado en la Secretaría de Relaciones Exteriores por lo que fue enviado a Estados Unidos, Portugal, Inglaterra y Rusia, para después ser ministro de México en Alemania y después en Suecia. El 4 de noviembre de 1905, llegó a New York desde el puerto de Veracruz, en el barco de nombre "Yucatán", a la edad de 39 años. Su número de la lista era el 19 y registró como ocupación "empleado". Aunque su destino final era Washington, la bitácora del barco señala que no tenía un ticket para tal destino. Viajaba con Manuel Fernández y Manuel Dávalos, los tres registraron como "persona a la que visitan" al "C. Mexican Consul #19".
El 6 de diciembre de 1914, a la edad de 48 años, salió de Liverpool, Inglaterra, con destino a Nueva York, Estados Unidos, a bordo del SS Paul.Número de lista 26, registrado con 48 años y diplomático, registró como última residencia Rusia, Petrogrado. Viajaba junto con Manuel Dávalos, de 22 años, número de lista 27, y como última residencia registro Portugal.
En los años de 1917 a 1919 fue catedrático en la Universidad de Minnesota y la Universidad de Columbia.  Balbino Dávalos asumió la rectoría de la Universidad Nacional de México sólo nominalmente (11 de mayo al 2 de junio de 1920). Este corto periodo de la historia se debió a la difícil coyuntura en la vida política mexicana, sobre todo en la disputa de poder que se desató al concluir el gobierno del presidente Venustiano Carranza.
El 3 de julio de 1920 viajó de nuevo a Estados Unidos, llegó a Laredo, Texas, a los 54 años de edad.[cita requerida]
El 9 de noviembre de 1926 se casó en la ciudad de Colima, en la calle Gildardo Gómez #60, Balbino Dávalos (de 60 años) con Isaura Vidriales (de 59 años).[cita requerida]
Fue nombrado miembro de número de la Academia Mexicana de la Lengua, tomó posesión de la silla XV el 23 de julio de 1930. Murió en México, el 2 de octubre de 1951.[cita requerida]

## Obras publicadas
- Ensayo de crítica literaria, 1901.
- Musas de Francia: poesías, versiones, interpretaciones y paráfrasis, 1913.
- Las ofrendas, reúne versos de 1880 a 1909.
- Nieblas londinenses y otros poemas, edición de Carlos Ramírez Vuelvas en 2007.